# 立體聲

2.0聲音，立體聲

立體聲（英語：stereo）是使用兩個或多個獨立的音效通道，在一對以對稱方式配置的揚聲器（即俗稱的喇叭）上出現。以此方法所發出的聲音，在不同方向仍可保持自然與悅耳。與之相對的是單聲道。
美國Audio Fidelity Records公司，於1957年第一次将立體聲引入商業唱片領域，這是一個十分重要的里程碑。1957年可視為唱片錄音史上Mono與Stereo的重要分水嶺，許多在1957年前便過世的音樂家，都因而很遺憾未能留下Stereo的錄音資料。此後在1960年代，大多数唱片公司都陸續放棄單聲道，全面性地轉向雙聲道立體聲錄音。雙聲道立體聲，至今仍是聆聽音樂的主流規格。
蝙蝠使用了耳朵和下巴来形成声全息，蛇通过下巴，大象通过脚来获取低频声音，可见，要获得更全面的声音应该具备至少三个通道来感知声音，才能形成真正的立体声音，这和立体视觉有些不同。

## 參閱
- 立體聲錄音技術
- 环绕声（英语：Surround sound）
- 次低音揚聲器（立體聲的一部分）
- 四聲道（英语：Quadraphonic sound）
- 兩耳錄音（俗稱假人頭錄音）
- Hi-fi
- Joint stereo（英语：Joint stereo）
- Stereographic projection（英语：Stereographic projection）
- Stereo photography
- Holophonics

## 外部連結
- 淺談Stereo Micing （页面存档备份，存于）
- 漫談數位音樂 （页面存档备份，存于）